# Houston Aeros
Los Houston Aeros es un equipo profesional de Hockey sobre hielo que juega la Liga Americana de Hockey. El equipo juega en Houston, Texas y tiene como sede el Toyota Center. Son el equipo afiliado del Minnesota Wild de la NHL.
- Datos: Q1474092
- Multimedia: Houston Aeros (1994–2013) / Q1474092